# Berliner Segler-Verband
Der Berliner Segler-Verband e. V. (BSV) ist die Vereinigung der Seglervereine, die ihren Sitz in Berlin haben. Der BSV ist der Fachverband Segeln des Landessportbundes Berlin und außerordentliches Mitglied des Deutschen Segler-Verbandes (DSV). Als Landesverband ist er für derzeit 108 Berliner Segelsportvereine zuständig.

## Organisation und Tätigkeit
Der Verband ist ein eingetragener Verein mit Sitz und Geschäftsstelle in Berlin. In den BSV-Vereinen sind rund 12.000 Mitglieder organisiert, darunter rund 2.000 Kinder und Jugendliche. Organe des Verbandes sind der Berliner Seglertag, der die Aufgaben einer Mitgliederversammlung wahrnimmt, und das Präsidium. Der Seglertag zeichnet u. a. auch Mitglieder aus, so vergab er 2013 an die Mitglieder Kathrin Kadelbach, Robert Stanjek und Frithjof Kleen „die goldenen Ehrennadel des Berliner Segler-Verbandes für ihre Teilnahme an den Olympischen Spielen 2012 und ihre seglerischen Erfolge“.
Der Verband betreut und fördert innerhalb der Landes Berlin den Segelsport in allen Erscheinungsformen auf der Grundlage des Amateursports. Er vertritt die gemeinsamen Interessen der in ihm zusammengeschlossenen Vereine in der Öffentlichkeit, gegenüber Behörden und anderen Verbänden, bei dem Landessportbund und dem DSV. Er legt für verbandsoffene Wettfahrten die Termin und die Regattabahnen für die Regatten fest.
Berlin verfügt über zahlreiche Wasserflächen und damit auch Segelreviere. Der Berliner Segler-Verband ist wegen der großen Anzahl der Berliner Segelvereine organisatorisch untergliedert in sechs Bezirke, deren Name die geographische Lage der zugehörigen Segelreviere aufzeigt. Dies sind Bezirk Dahme, Bezirk Müggelsee, Bezirk Tegel, Bezirk Unterhavel, Bezirk Wannsee und Bezirk Zeuthen.

## Jugendarbeit
Die Mitglieder der Vereine des Berliner Segler-Verbandes, die das 19. Lebensjahr noch nicht vollendet haben, sind in der Seglerjugend Berlin organisiert. Die Seglerjugend führt und verwaltet sich anhand einer Jugendordnung nach der Satzung des Berliner Segler-Verbandes selbst.

## Vereine (Auswahl)

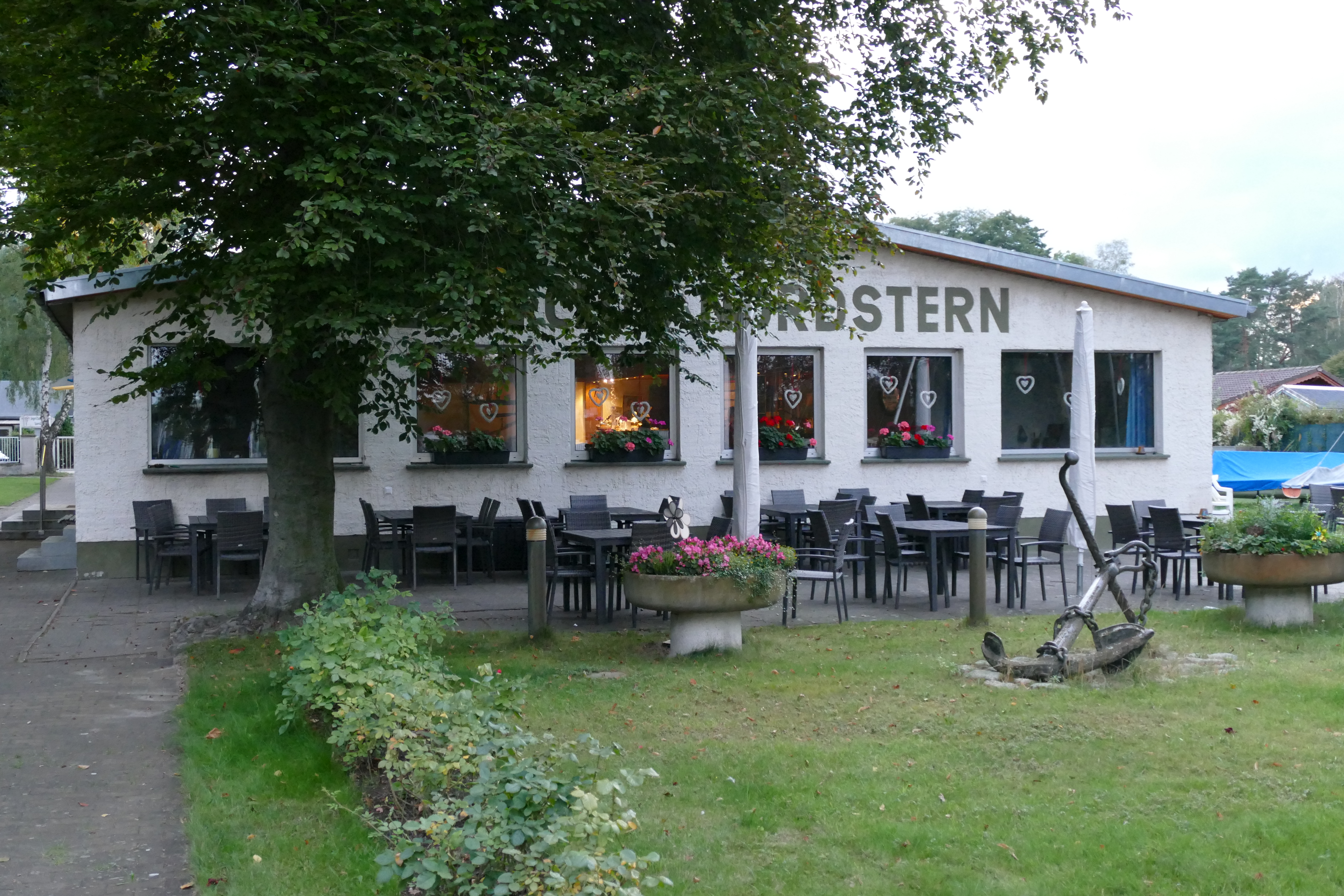
Vereinsheim des Segel-Clubs Nordstern Spandau

Mitglied des Berliner Segler-Verbandes sind u. a. die Vereine Pro Sport Berlin 24, Segelabteilung Dahme, Wassersport-Verein 1921, Berliner Yacht-Club, Seglergemeinschaft am Müggelsee, Joersfelder Segel-Club, Spandauer Yacht-Club, Segel-Club Oberhavel, Segel-Club Nordstern Spandau sowie der Verein Seglerhaus am Wannsee.

## Trivia
Fritz Joachim Otto stiftete im Jahr 1991 der Schiffergilde zu Berlin den Fritz-Joachim-Otto-Gedächtnispreis für Nachwuchssegler von Vereinen des Berliner Segler-Verbandes.